# Гоа, Рейдар
Рейда́р Гоа (норв. Reidar Goa; 8 апреля 1942, Ставангер, Ругаланн — 8 сентября 2018, Рандаберг, Ругаланн) — норвежский футболист, игравший на позиции защитника.

## Биография

### Игровая карьера
Начинал карьеру в «Рандаберге», в котором играл до 1965 года.
Затем он перешёл в «Викинг», в составе которого прошла основная карьера, насчитывавшая 11 сезонов. Гоа был частью команды, которая выиграла четыре подряд чемпионата Норвегии в 1972, 1973, 1974 и 1975 годах. Всего в составе этой команды он сыграл 404 матча и в 1977 году завершил карьеру игрока.
Гоа играл за сборные Норвегии (до 19 лет) и Норвегии U-21, а также отыграл 4 матча за основную сборную.

### Смерть
Скончался 8 сентября 2018 года в Рандаберге в возрасте 76 лет.

## Достижения
«Викинг»
- Чемпион Норвегии (4) : 1972, 1973, 1974, 1975